# Luise von Oertzen
Luise von Oertzen (* 3. März 1897 in Detmold; † 16. November 1965 in Wiesbaden) war eine deutsche Krankenschwester und Generaloberin der Schwesternschaften des Deutschen Roten Kreuzes (DRK).

## Leben und Wirken
Luise von Oertzen war die Tochter des preußischen Verwaltungsjuristen Karl von Oertzen und seiner Frau Constance, geb. Freiin von Senarclens-Grancy. Sie war das Jüngste von sechs Kindern. Luise von Oertzen absolvierte ihre Ausbildung zur Krankenschwester in den Jahren 1918 bis 1920 im Rotkreuzmutterhaus Sophienhaus Weimar. Zwischen 1932 und 1933 qualifizierte sie sich im Jahreslehrgang für leitende Schwestern an der Werner-Schule vom Deutschen Roten Kreuz des DRK in Berlin-Lankwitz. Im März 1933 wurde sie Oberin des DRK-Mutterhauses Clementinenstift in Hannover. Sie wurde 1935 zur Generaloberin der Schwesternschaften des Deutschen Roten Kreuzes berufen. Am 30. November 1937 beantragte sie die Aufnahme in die NSDAP und wurde rückwirkend zum 1. Mai desselben Jahres aufgenommen (Mitgliedsnummer 5.852.005). Mit Inkrafttreten des „Gesetzes über das Deutsche Rote Kreuz“ vom 9. Dezember 1937 wurden alle selbständigen Rotkreuz-Organisationen aufgelöst und zum Deutschen Roten Kreuz zusammengeschlossen. Luise von Oertzen wurde zur „Generalhauptsturmführerin“ berufen. Trotz ihrer Sympathie für die NSDAP verhinderte sie eine Verschmelzung der Rotkreuz-Schwestern mit den NS-Schwestern der NS-Volkswohlfahrt, auch „Braune Schwestern“ genannt. Nach Kriegsbeginn setzte sie die Berufung von Armee-Oberinnen zur Betreuung der Schwestern in den Kriegsschauplätzen durch.
Oertzen setzte sich kurz vor Kriegsende aus Babelsberg ab und floh mit einigen engen Mitarbeiterinnen, nachdem sie die Amtsgeschäfte auf die Oberin Cläre Ports, der bisherigen Oberin der Schwesternschaften der DRK-Landesstelle III, übergeben hatte. Im September 1945 wurde das DRK in der sowjetischen Besatzungszone aufgelöst. 1952 wurde Luise von Oertzen vom Verband Deutscher Mutterhäuser vom Roten Kreuz zu seiner Generaloberin gewählt. In den Auseinandersetzungen um das neue Krankenpflegegesetz von 1957, mit dem die Volksvertreter den Beruf der Krankenschwester den übrigen Frauenberufen gleichstellen wollten, wurde Luise von Oertzen zur Protagonistin der Verfechterin der Rechte der Mutterhäuser. Sie befürchtete einen Untergang der Mutterhäuser durch das Gesetz und setzte sich, gemeinsam mit den Vertreterinnen der römisch-katholischen und evangelischen Mutterhäuser, Mutter Aquila und Auguste Mohrmann, vehement für die „Tradition der deutschen Krankenpflege“ und für einen „Rechtsschutz für die Haube“ ein. Deshalb wurde im Krankenpflegegesetz von 1957 lediglich die Berufsbezeichnung „Krankenschwester“, nicht aber die krankenpflegerische Berufsausübung unter gesetzlichen Schutz gestellt. Für nicht mutterhausgebundene Institutionen wie beispielsweise die 1953 neu gegründete Schwesternschule der Universität Heidelberg war dies ein herber Rückschlag.

## Ehrungen
- 1959: Florence-Nightingale-Medaille des Internationalen Roten Kreuzes
- In Galenbeck (Mecklenburg-Vorpommern) wurde nach der Wende 1989 ein DRK Pflegeheim nach Luise von Oertzen benannt.[6][7]

## Fotos
- Google Images: Foto Generaloberin Luise von Oertzen
- Google Images: Luise von Oertzen Portraet